# الجامع الكبير بسوسة
الجامع الكبير بسوسة شرع في بناء الجامع الكبير بسوسة سنة 236 هـالموافق لسنة 850م بأمر من الأمير أبي العباس محمد بن الأغلب وقد استمرت اشغال البناء عاما وبضعة أشهر وقيل ان تاريخ انتهاء اشغال هذا المعلم الديني يعود إلى سنة 237 هـ الموافق لسنة 851 ميلاديا.دخلت عليه تغييرات وزيادات خلال القرنين العاشر و السابع عشر. وهو مجاور للرباط ومنه أخذ مظهره المحصّن بسور ذي شرفات وببرجي مراقبة قبالة الشاطئ حيث يمكن أن يهجم مغيرون من وراء البحر.

## مقالات ذات صلة
- قائمة مساجد تونس